# Coupe d'Algérie de basket-ball 1978-1979
Navigation
Coupe d'Algérie 1977-1978 Coupe d'Algérie 1979-1980
La Coupe d'Algérie 1978-1979 est la 10e édition de la Coupe d'Algérie de basket-ball, compétition à élimination directe mettant aux prises des clubs de basket-ball amateurs et professionnels affiliés à la fédération algérienne de basket-ball.

## Finale
Le 11 mai 1979 à Alger (salle harcha hacene) la finale oppose Darak Watani qui l'emporte 53 à 48 face au DNC Alger.
L'équipe du Darak Watani est composée de Mostafa Berraf , Khaies, Tayeb Zenati, Haddadi, Abdenebi ,Boualem, Keskes, Athmani, Boulouh, Djaidjai, Bouridah, Mmaalem, Man, Si Hassan.